# Park Ridge (Wisconsin)
Park Ridge es una villa ubicada en el condado de Portage en el estado estadounidense de Wisconsin. En el Censo de 2010 tenía una población de 491 habitantes y una densidad poblacional de 850,12 personas por km².

## Geografía
Park Ridge se encuentra ubicada en las coordenadas 44°31′12″N 89°32′47″O / 44.52000, -89.54639. Según la Oficina del Censo de los Estados Unidos, Park Ridge tiene una superficie total de 0.58 km², de la cual 0.58 km² corresponden a tierra firme y (0%) 0 km² es agua.

## Demografía
Según el censo de 2010, había 491 personas residiendo en Park Ridge. La densidad de población era de 850,12 hab./km². De los 491 habitantes, Park Ridge estaba compuesto por el 91.45% blancos, el 2.24% eran afroamericanos, el 0.2% eran amerindios, el 4.89% eran asiáticos, el 0% eran isleños del Pacífico, el 0% eran de otras razas y el 1.22% pertenecían a dos o más razas. Del total de la población el 0.41% eran hispanos o latinos de cualquier raza.